# Biblioteka Publiczna w Ożarowie Mazowieckim
Biblioteka Publiczna im. Ireny Zarzyckiej w Ożarowie Mazowieckim – placówka kulturalna na terenie miasta Ożarów Mazowiecki zajmująca się gromadzeniem, przechowywaniem i udostępnianiem materiałów bibliotecznych oraz informowaniem o posiadanych zasobach bibliotecznych własnych i obcych oraz realizująca zadania biblioteki powiatowej Powiatu Warszawskiego Zachodniego.

## Historia
Początki biblioteki w Ożarowie Mazowieckim związane są z rozpoczęciem działalności szkoły powszechnej w 1920. Biblioteka szkolna pełniła również rolę biblioteki publicznej i kierowana była przez Władysława Wodzyńskiego, kierownika szkoły. W 1932 Edmund Łazowski prowadzący bibliotekę przy Hucie Szkła zdobył Złoty Wawrzyn Akademicki za zasługi w rozpowszechnianiu czytelnictwa.
17 kwietnia 1946 Rada Ministrów wydała dekret o bibliotekach i opiece nad zbiorami bibliotecznymi. Jako najwcześniejszy dokument zachowała się odręczna notatka wraz z księgą inwentarzową datowana na 1 stycznia 1948 i podpisana przez bibliotekarza Kazimierza Słomińskiego (po aresztowaniu W. Wodzyńskiego w październiku 1944 kierował szkołą oraz biblioteką). Biblioteka wówczas mieściła się w małym pokoju w piwnicy Gromadzkiej Rady Narodowej przy ulicy Kolejowej. Czytelnictwo rozwijało się i w 1962 powstała filia biblioteki w Święcicach oraz w Ołtarzewie. W 1967 Ożarów Mazowiecki uzyskał prawa miejskie i biblioteka uzyskała nazwę „Miejska Biblioteka Publiczna w Ożarowie Mazowieckim”. Kierowniczka Irena Żeniewska prowadziła intensywne działania mające na celu zmianę lokalizacji biblioteki. W 1972 nastąpiła przeprowadzka z piwnicznej salki do lokalu o powierzchni 86 m² również przy ulicy Kolejowej pod numerem 14. W 1973 ożarowska biblioteka stała się Gminną Biblioteką Publiczną. Rozwój czytelnictwa i energia I. Żeniewskiej doprowadziła do posiadania w 1973 aż 7 punktów bibliotecznych: w Broniszach, Macierzyszu, Piotrkówku Małym, Strzykułach, Umiastowie, Duchnicach i w Józefowie. W następnym roku biblioteka posiadała 23 tysiące woluminów książek, zarejestrowanych jest 1289 czytelników i wypożyczono 20 063 książki.
W 1975 nastąpiła likwidacja powiatów i reorganizacja sieci bibliotecznej. Nowa kierowniczka zweryfikowała działalność punktów bibliotecznych i zlikwidowała te, w których książki leżały niewykorzystywane, przechowywane w złych warunkach, a punkty te nie wykazywały żadnej aktywności. Pod koniec 1975 nastąpiła przeprowadzka do dworu Reicherów przy ul. Poniatowskiego w Ożarowie Mazowieckim. Dobra lokalizacja i profesjonalna praca zaowocowała zwiększeniem czytelnictwa w ożarowskiej czytelni. W filiach czytelnictwo nie rozwijało się, były spore trudności lokalowe i następuje powoli likwidacja tych placówek. Pozostały tylko dwie: z Płochocina została przeniesiona do Józefowa oraz w Święcicach. W 1978 nastąpiło przeniesienie biblioteki do budynku przy ul. Poznańskiej znanego mieszkańcom jako „Młyn”. Budynek ma trzy kondygnacje i można było w nim swobodnie organizować spotkania dla czytelników i lekcje biblioteczne. Po zmianach ustrojowych w 1990 budynek „Młyna” wrócił do spadkobierców ostatniego właściciela pana Bujalskiego. Biblioteka przeprowadziła się tymczasowo do pomieszczeń stołówki Warszawskiej Huty Szkła przy ulicy Poznańskiej 165. Ostatecznie została umieszczona w 2000 na górnych piętrach kompleksu szkolnego przy ul. Szkolnej 2.

## Działalność i osiągnięcia
Doktor Stefan Lewandowski prowadził w bibliotece spotkania dotyczące historii Ożarowa Mazowieckiego. Ze zbiorów biblioteki został wyodrębnione pozycje dotyczące okolic miasta i gminy i powstał dział regionaliów. W 2006 została uruchomiona czytelnia internetowa. W 2010 zostały skomputeryzowane zbiory biblioteczne w Systemie Bibliotecznym Mateusz. W 2008 zostało podpisane porozumienie dotyczące pełnienia funkcji biblioteki powiatowej dla powiatu warszawskiego zachodniego. 
W 2007 odbył się w bibliotece wernisaż wystawy „Zachować pamięć- praca niewolnicza i przymusowa Polaków na rzecz III Rzeszy w latach 1939 – 1945” opracowanej przez fundację „Polsko-Niemieckie Pojednanie”.
W ramach działania jako instytucja powiatowa w latach 2007–13 została zorganizowania akcja budowy pomnika Pchły Szachrajki „ku pochwale fantazji i poczucia humoru”. Rzeźbę wykonał Paweł Pietrusiński i została postawiona w Błoniu 30 maja 2014.
Ożarowska biblioteka bierze udział w akcji Fundacji ABCXXI „Cała Polska czyta dzieciom” i w 2016 otrzymała wyróżnienia, a za rok szkolny 2017–18 zdobyła główną nagrodę w Konkursie na najlepiej przeprowadzoną kampanię „Cała Polska czyta dzieciom”. Kampanią w imieniu biblioteki kierowała Ewa Pawlak.
W 2018 w ramach obchodów 70-lecia działalności biblioteki została zorganizowana kampania społeczna „Stać nas na to! Wizja na nowe lata”, konferencja „Nowe życie biblioteki w naszym mieście” oraz koncert w hotelu Mazurkas.
W 2019 Biblioteka Powiatowa w Ożarowie Mazowieckim ustanowiła honorowy tytuł: Lider Promocji Czytelnictwa Powiatu Warszawskiego Zachodniego i wraz z tytułem wręczana jest statuetka Pchły Szachrajki.
Uchwałą Rady Miejskiej LXXII/665/23 Ożarowa Mazowieckiego z dnia 26 października 2023 Biblioteka Publiczna w Ożarowie Mazowieckim otrzymała imię Ireny Zarzyckiej.

## Zarządzający
Bibliotekarze, kierownicy i dyrektorzy na przestrzeni lat:
- Władysław Wodzyński 1920-1944
- Kazimierz Słomiński 1944-1960
- Andrzej Mroczkiewicz 1960-61
- Leokadia Sękalska 1961-1969
- Irena Żeniewska 1969-1975
- Olimpia Piastowicz 1975-1990
- Halina Ornoch 1990-1995
- Lech Mazurkiewicz 1995-2005
- Elżbieta Paderewska 2005-2019
- Wojciech Albiński 2019-2021
- Anita Nowińska[6] 2021-

## Filie
Zbiory w filiach: literatura piękna i popularnonaukowa dla dorosłych, dzieci i młodzieży, lektury dla uczniów szkół podstawowych i średnich. Placówki udostępniają stale powiększający się zbiór beletrystyki, gromadzą także audiobooki.
- Filia nr 1 w Józefowie - założona 1971[7]
- Filia nr 2 w Święcicach - założona 1962[8]